# Barranco de la Bolata
El barranco de la Bolata es un curso de agua del este de la península ibérica, afluente del río Girona. Discurre por la provincia española de Alicante.

## Curso
El curso de agua discurre por la provincia de Alicante. Tiene su origen entre Sagra y Tormos y tras dejar a un lado de su curso localidades como Ráfol, Benimeli, Sanet y Negrals, termina por desembocar en el río Girona (o Vergel). Aparece descrito en el cuarto volumen del Diccionario geográfico-estadístico-histórico de España y sus posesiones de Ultramar de Pascual Madoz de la siguiente manera:

BOLATA: riach. en la prov. de Alicante, part. jud. de Pego. Tiene su orígen en la fuente que le da nombre, la cual brota en las raices del monte Cabál, en la division de los térm. de Sagra y Tormos: pasa por los del Rafol, Benimeli, Sanet, Negrals y Beniarbeig, donde confluye en el r. Vergel. Es de curso incierto; sus aguas crian algun pescado pequeño de inferior calidad; fertilizan pocas tierras en el térm. de Tormos, y dan impulso á 2 molinos harineros.
(Madoz, 1846, p. 380)

Las aguas del río terminan vertidas en el mar Mediterráneo.